# Margarinotus babai
Margarinotus babai är en skalbaggsart som beskrevs av Ôhara 1999. Margarinotus babai ingår i släktet Margarinotus och familjen stumpbaggar. Inga underarter finns listade i Catalogue of Life.